# Lijst van langste mannen
Dit is een lijst van de langste mannen.
|  | Naam                        | Lengte | Opmerkingen | Leven        |
|  | --------------------------- | ------ | --- | ------------ |
|  | John Middleton              | 282 cm | Als de historische gegevens juist zijn dan zou hij het record van Robert Pershing Wadlow met 10 cm overtreffen.                                                          | 1578–1623    |
|  | Robert Pershing Wadlow      | 272 cm | Langste mens ooit volgens het Guinness Book of Records. | 1918–1940    |
|  | Klaas van Kieten            | 269cm  | 'De reus van Spaarnwoude' | ca 1300–1370 |
|  | John William "Bud" Rogan    | 267 cm | Langste Afro-Amerikaan. | 1868-1905    |
|  | Leonid Stadnyk              | 257 cm | Van 9 augustus 2007 tot 20 augustus 2008 erkend als de langste in leven zijnde man door het Guinness Book of Records.                                                    | 1970-2014    |
|  | Sultan Kösen                | 251 cm | Langste in leven zijnde persoon volgens het Guinness Book of Records. | 1982–heden   |
|  | Donald A. Koehler           | 249 cm | Langste man in 1970. | 1925–1981    |
|  | Vikas Uppal                 | 249 cm | Waarschijnlijk de langste man uit India tot zijn overlijden. | 1986–2007    |
|  | Väinö Myllyrinne            | 247 cm | Langste man uit Europa, geboren in Finland; was eerder zelfs 251 cm. | 1909–1963    |
|  | 🇮🇷 Morteza Mehrzad          | 246 cm | Iraanse zitvolleyballer en 2e langste persoon ter wereld nog in leven.                                                                                                   | 1987–heden   |
|  | Gabriel Estêvão Monjane     | 246 cm | Langste man uit Afrika, geboren in Mozambique (1988-'89) volgens het Guinness Book of Records.                                                                           | 1944–1990    |
|  | Suleiman Ali Nashnush       | 245 cm | Libisch basketballer. | 1943–1991    |
|  | Lange Jacob                 | 244 cm | Een man uit Sneek, getrouwd met Kleine Jannetje. | ca. 1660     |
|  | Albert Johan Kramer         | 242 cm | Langste Nederlandse man ooit. | 1897–1976    |
|  | Fjodor Andrejevitsj Machnov | 240 cm | Lengte is niet geverifieerd. | 1878–1912    |
|  | Aleksandr Sizonenko         | 239 cm | Professionele basketballer uit de Sovjet-Unie. | 1959–2012    |
|  | Rigardus Rijnhout           | 238 cm | Bekend als de "Reus van Rotterdam". | 1922–1959    |
|  | William Bradley             | 236 cm | Langste Brit die ooit geleefd heeft. | 1787–1820    |
|  | Angus MacAskill             | 236 cm | Langste Schot. | 1825–1863    |
|  | Bao Xishun                  | 236 cm | Chinese herder die volgens het Guinness Book of Records de op een na langste in leven zijnde persoon is.                                                                 | 1951–heden   |
|  | Fernand Bachelard           | 235 cm | Ook bekend als de "Géant Atlas"of de "Reus van Bonsecours". | 1922–1976    |
|  | Eddie Carmel                | 234 cm | "De Joodse Reus", een Israëlisch-Amerikaan die in enkele films speelde, waaronder The Brain That Wouldn't Die.                                                           | 1936–1972    |
|  | Alam Channa                 | 234 cm | Langste in leven zijnde man bij zijn overlijden. | 1953–1998    |
|  | Jóhann Kristinn Pétursson   | 234 cm | Langste IJslander ooit. | 1913–1984    |
|  | Adam Rainer                 | 234 cm | Hij was 234 cm lang bij zijn overlijden, maar op 21-jarige leeftijd mat hij slechts 118 cm, waarmee hij de enige bekende persoon is die zowel dwerg als reus is geweest. | 1899–1950    |
|  | Manute Bol                  | 231 cm | Soedanees basketballer. | 1962–2010    |
|  | Charles Byrne               | 231 cm | Ook bekend als Charles O'Brien of de Ierse Reus, geboren in Ierland en overleden te Londen. Zijn skelet werd lange tijd bewaard in het Hunterian Museum in Londen.       | 1761–1783    |
|  | Lock Martin                 | 231 cm | Amerikaans acteur die meespeelde in onder meer The Day the Earth Stood Still.                                                                                            | 1916–1959    |
|  | / Shawn Bradley             | 229 cm | Duits-Amerikaans basketballer. | 1972–heden   |
|  | Jorge González              | 229 cm | Bekend als "Giant González", de langste worstelaar in de geschiedenis van de WWE.                                                                                        | 1966–2010    |
|  | Tacko Fall                  | 229 cm | Professioneel basketballer uit Senegal. Speelt na de NBA in 2023 in China.                                                                                               | 1995–heden   |
|  | Christopher Greener         | 229 cm | Ooit de langste Brit. | 1943–2015    |
|  | Matthew McGrory             | 229 cm | Amerikaan die bij zijn overlijden 's werelds langste acteur was. | 1973–2005    |
|  | Yao Ming                    | 229 cm | Chinees basketballer, de langste in de NBA toen hij er in 2011 mee stopte.                                                                                               | 1980–heden   |
|  | Boban Marjanović            | 224 cm | Servische basketballer in de NBA. | 1988–heden   |
|  | Rik Smits                   | 224 cm | Nederlands voormalig basketballer in de NBA. | 1966–heden   |
|  | Rob Zwaan                   | 223 cm | Huidige langste man van Nederland volgens het Guinness Book of Records.                                                                                                  | 1968–heden   |
|  | Peter Mayhew                | 221 cm | Brits acteur, speelde onder meer Chewbacca in de oorspronkelijke trilogie van Star Wars'.                                                                                | 1944–2019    |
|  | Martin den Hengst           | 220 cm | Ooit de langste Nederlandse tiener volgens het Guinness Book of World Records.                                                                                           | 1969–2019    |